# Hans Friedrich Le Tanneux von Saint Paul
Hans Friedrich Le Tanneux von Saint Paul (* 24. September 1897 in Jäcknitz, Kreis Heiligenbeil; † 5. Juli 1961 in Hannover) war ein deutscher Verwaltungsbeamter.

## Leben
Hans Friedrich Le Tanneux von Saint Paul war ein nachgeborener Sohn des Majoratsherrn Ulrich Le Tanneux von Saint Paul (1856–1906) auf Jäcknitz (Ostpreußen) und der Katharina geb. Le Tanneux von Saint Paul-Illaire (1861–1944). Hans hatte mehrere Geschwister. Nach dem Besuch der Klosterschule Roßleben studierte er an der Rheinischen Friedrich-Wilhelms-Universität Bonn, der Landwirtschaftlichen Hochschule Bonn-Poppelsdorf und der Albertus-Universität Königsberg Landwirtschaft und Rechtswissenschaften. 1921 wurde er Mitglied des Corps Borussia Bonn. Nach dem Regierungsassessorexamen in Berlin wurde er preußischer Verwaltungsbeamter. Am 1. August 1932 trat er der NSDAP bei, was seiner weiteren Karriere förderlich war. 1933 wurde er Landrat des Landkreises Militsch. Nach dem Zweiten Weltkrieg lebte er in Hannover.